# Burgstall Engelsberg
Der Burgstall Engelsberg, auch Eberhardsburg, bezeichnet eine abgegangene hochmittelalterliche Spornburg unmittelbar südlich oberhalb des Klosters Fürstenfeld (Fürstenfeldbruck, Oberbayern) auf einem 560 m ü. NN hohen Sporn eines eiszeitlichen Moränenzuges. Die Anlage war wohl ursprünglich ein Ministerialensitz, der später vom Kloster abgerissen wurde. Heute ist das Burgareal in das städtische Naherholungsgebiet eingebunden. An die einstige Veste erinnern nur noch Geländemerkmale und der Halsgraben. Der Begriff Burgstall bedeutet Die Stelle, an der eine Burg war und beschreibt die vorliegende Situation.

## Geschichte

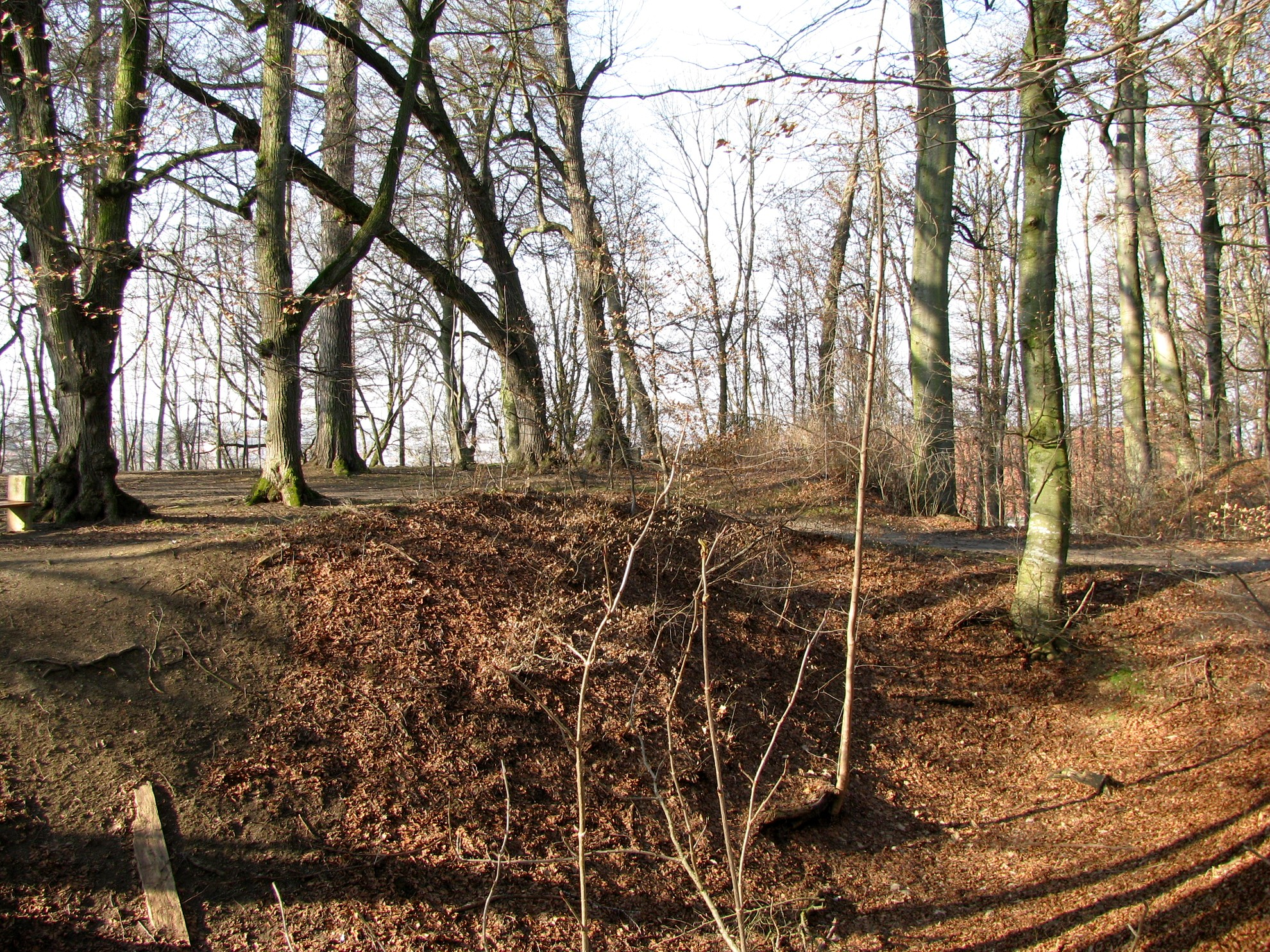
Halsgraben und Zufahrtsweg

Die Geschichte der Burg liegt im Dunklen. Erste sichere Nachricht erhalten wir erst aus einer Zeit, als die Burg ihre ursprüngliche Funktion verloren hatte. 
Der Sage nach soll im 10. Jahrhundert die Burg dem Adeligen Eberhard gehört haben, der angeblich 955 in der Schlacht gegen die Ungarn auf dem Lechfeld ums Leben kam. 
Die Burg bestand mindestens seit dem 12. Jahrhundert. Sie lag damals an einer Nebenstraße der Fernverbindung von Salzburg nach Augsburg. Die Strecke zweigte in Gilching von der alten Römerstraße ab und führte über Germannsberg und Pfaffing an der Burg vorbei zur alten Amperbrücke und von dort über Puch nach Augsburg. Zu dieser Zeit gab es den Ort Bruck mit seiner Brücke und das Kloster noch nicht. Beide wurden erst Mitte des 13. Jahrhunderts gegründet. Die Burg diente wohl zur Sicherung von Reisenden und Handel und des Eintreibens von Brückenzoll. Wer Lehnsherr der Burginsassen war, die wahrscheinlich Ministerialen waren, kann nur gemutmaßt werden. Ministerialen hatten die Besitzungen mächtigerer Feudalherren zu sichern und verwalten. Als Lehnsherren kommen sowohl die Welfenherzoge als auch die Wittelsbacher, die vor ihrer Zeit als Herzöge von Baiern Pfalzgrafen (1120–1180) waren, in Betracht. Die Gegend um Fürstenfeldbruck lag im Spannungsfeld beider Geschlechter.  
Mitte des 12. Jahrhunderts verlor die Strecke und damit die Burg ihre Bedeutung. Zwischen 1132 und 1144 schenkte ein Magnus von Hadorf dem Benediktinerkloster Admont in der Steiermark eine Burg neben der Brücke des Heiligen Stephan, burcstal iuxta pontem sancti Stephani. Mhd. burcstal bedeutete nicht Burgstall im heutigen Sinne, sondern meinte allgemein einen Platz auf dem eine Burg steht oder die Burg selbst. Mit der Ortskonkretisierung sancti Stephani scheint das 900 Meter entfernte Pfaffing mit Kirche St. Stephan gemeint zu sein. Offen bleibt aber, ob mit dem burcstal tatsächlich die Eberhardsburg gemeint war. 
Andernfalls könnte der Niedergang als mögliche welfische Burg auch mit dem Niedergang der Welfen durch den Sturz Heinrichs des Löwen 1180 zusammenhängen. Vielleicht siedelten die Burgherren auf die nahe Burg Gegenpoint um, die erst um 1150 erwähnt wird und die sie um 1340 aufgaben. Allerdings nannten sich offenbar mehrere Dienstadelsgeschlechter nach dem Ort von Prukk. Die genealogischen Zusammenhänge lassen sich hier nur schwer rekonstruieren.
Im 13. Jahrhundert muss aber der am Fuße des Abhangs liegende Eberhardsgarten (und damit wahrscheinlich auch die Burg) im Besitz der Wittelsbacher Herzöge gewesen sein. Sonst hätte der Wittelsbacher Ludwig der Strenge nicht den Grundbesitz an dem Garten an die Zisterzienser zur Gründung des Klosters Fürstenfeld (1263) übertragen können. Mutmaßlich ging damals auch die Eberhardsburg auf die Mönche über, ansonsten erwarben sie sie recht bald danach. 
1285 wird die Burg letztmals als solche (lat. munitio „Schanze, Befestigung“) erwähnt und in der Nachfolgezeit abgetragen. In der Landkarte Philipp Apians aus dem 16. Jahrhundert wird sie nicht mehr erwähnt. Das Kloster dürfte die Burg abgetragen haben, um eine Wiedernutzung der Burg zu verhindern. Vom Plateau der Hauptburg war das Klosterareal gut einsehbar. Es liegt nur 200 Meter davon entfernt. Als Hauskloster der Wittelsbacher konnte Fürstenfeld jedoch auf die militärische Sicherung durch Dienstmannen und Burganlagen verzichten. Zusätzlich unterdrückten die Herzöge von Bayern systematisch das Entstehen einer mächtigen Konkurrenz auf ihrem Territorium.  
Um 1700 scheint eine Schießstätte auf dem Plateau eingerichtet gewesen zu sein (Stich von Michael Wening, 1701). 1779 wurde schließlich ein Lustgarten auf dem Gelände angelegt und eine Statue der Muttergottes aufgestellt, die man später auf den Wall der Vorburg versetzte. 
Heute ist die ehemalige Burganlage in wenigen Minuten vom Kloster aus erreichbar. Einige Ruhebänke dienen der Erholung der Bevölkerung, die Aussicht ist aber durch die Bewaldung stark eingeschränkt.

## Beschreibung

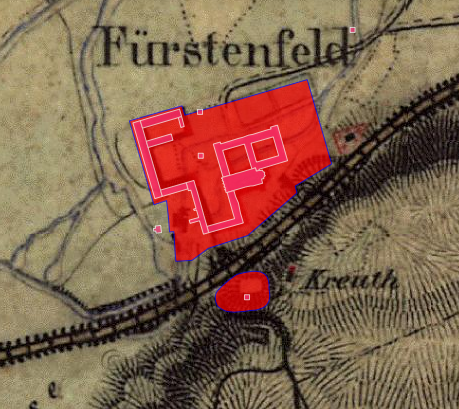
Lageplan von Burgstall Engelsberg auf dem Urkataster von Bayern

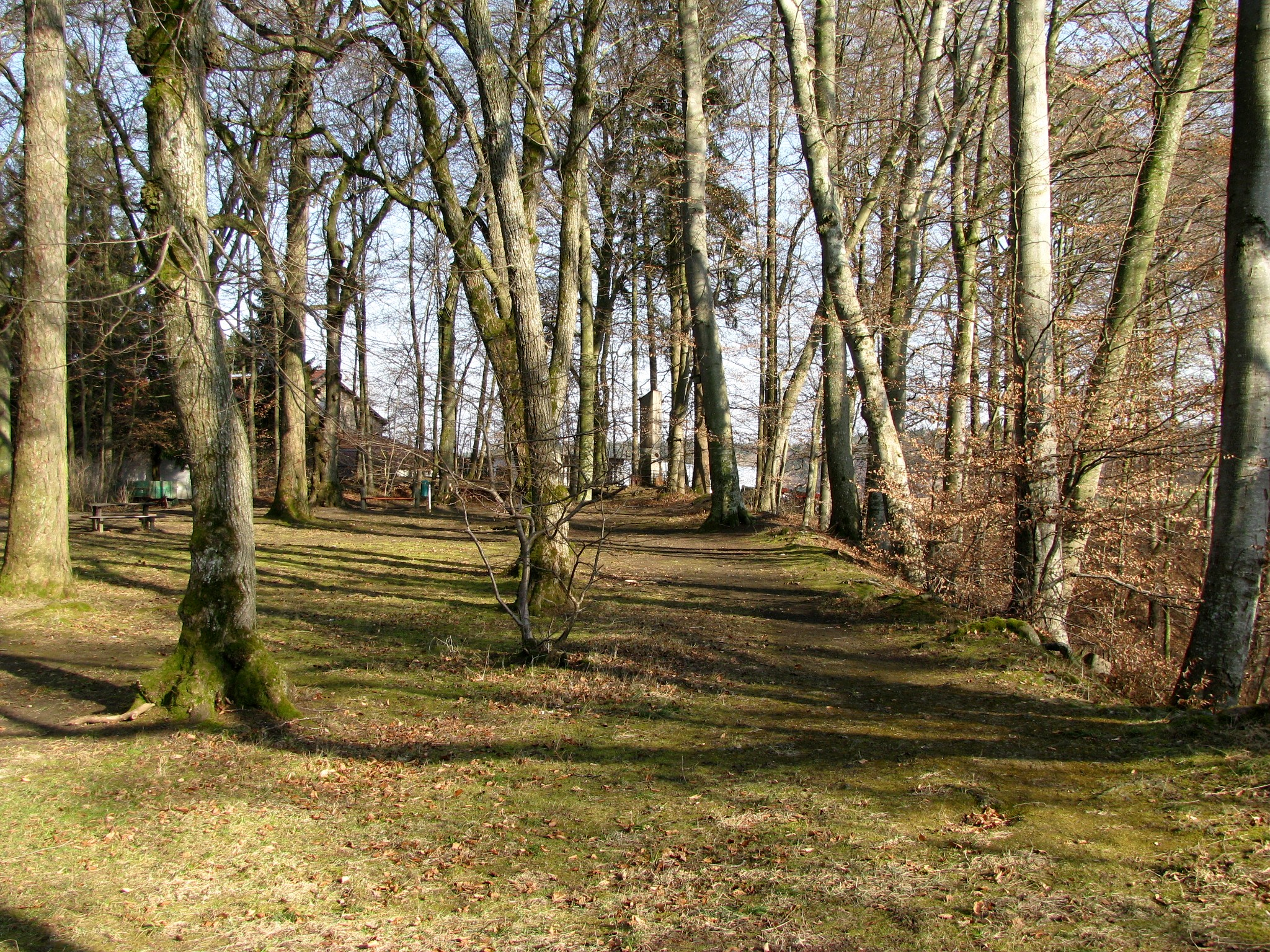
Das Plateau nach Osten

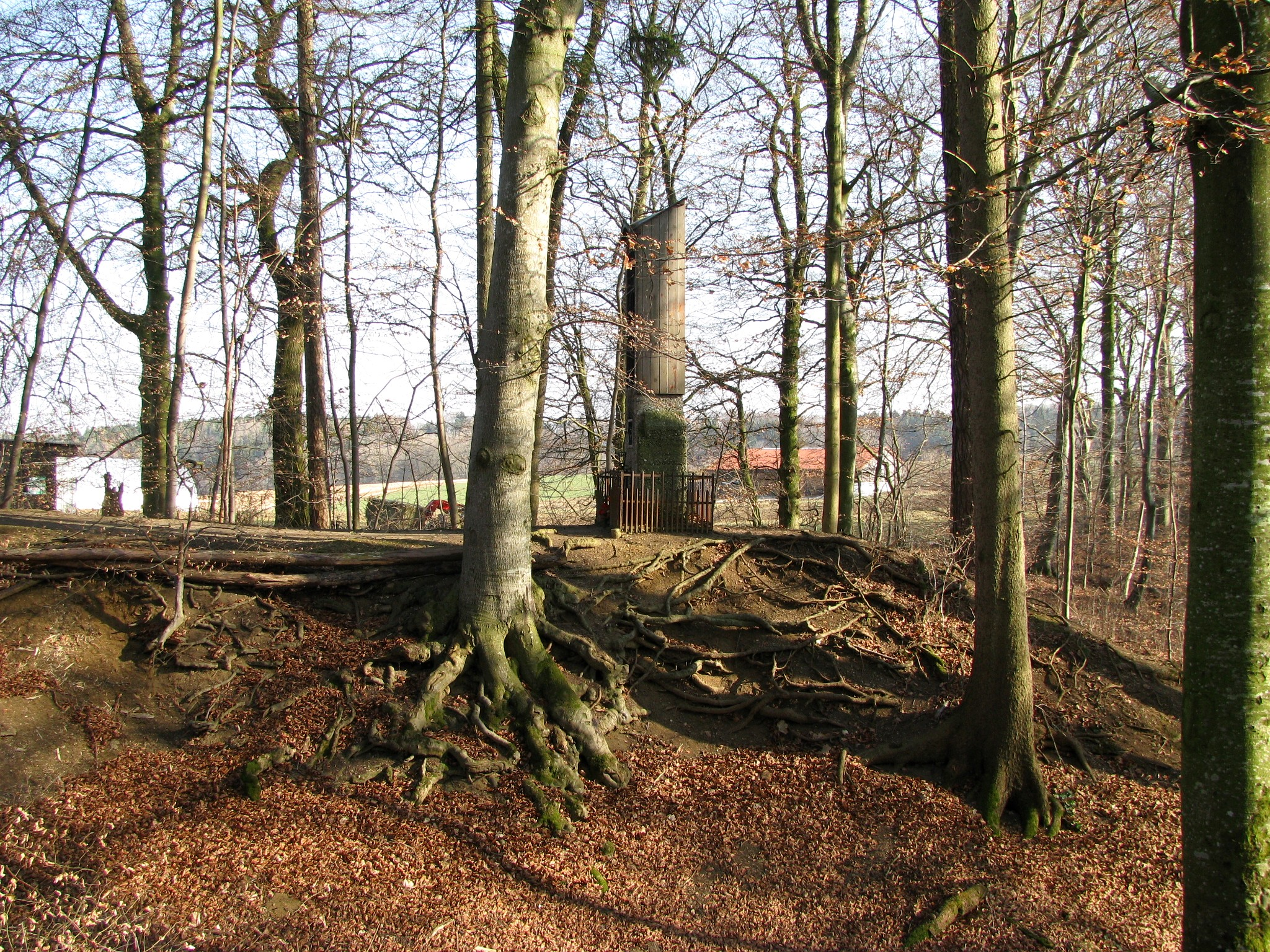
Kasten mit Marienstatue im Südosten des Geländes

Der natürliche Geländesporn wurde wahrscheinlich zusätzlich künstlich abgesteilt und im Osten durch den erhaltenen Halsgraben vom Gelände und der mutmaßlichen Vorburg getrennt. Im Norden ragen einige mächtige Nagelfluhbänke aus dem Hang. Das Bodendenkmal umfasst etwa 2000 m² (60 × 45 Meter).
Der Graben ist noch drei bis vier Meter tief, eine Erdbrücke ermöglicht den bequemen Zugang zur ovalen Kernburg. Der Burghügel ist als unregelmäßiges Dreieck erhalten. Eine Planskizze („Eberhardsburg“ von F.S. Hartmann (um 1870), Archiv des Hist. Vereins von Oberbayern) zeigt das Areal noch rechteckig mit abgerundeter Ostseite und doppeltem Halsgraben. Nach dieser Zeichnung wurde der Nordwestteil der Burg beim Bau der Bahnlinie zur Materialgewinnung abgegraben.
Die Erdwerke der ehemaligen Vorburg sind größtenteils verschwunden, nur im Bereich des Halsgrabens haben sich eindeutige Wallreste erhalten, auf denen jetzt die Marienstatue (eine Traubenmadonna) in einem vergitterten Holzkasten steht. Ursprünglich war die Madonna auf dem Plateau angeblich von zwölf Engelsfiguren umgeben, nach denen der Burgstall wohl den Namen Engelsberg erhielt. 
Das Bayerische Landesamt für Denkmalpflege verzeichnet das Bodendenkmal als mittelalterlichen Burgstall unter der Denkmalnummer D 1-7833-0065 als „Burgstall des hohen Mittelalters ("Engelsberg")“.

## Sagen
Um den Ort ranken sich einige Sagen.
Besitzer der Burg war einst Graf Eberhard, ahd. ebur harti „stark wie ein Eber“, der 955 gegen die Ungarn sein Leben verlor. Er soll ein besonders frommer Mann gewesen sein, dessen größter Wunsch war, dass aus seinem Garten unterhalb der Burg, dem Eberhardsgarten, ein Kloster werde. 
Ursprünglich sollte das Zisterzienserkloster im 13. Jahrhundert aber an der Stelle der ehemaligen Burg errichtet werden. Jedoch versetzten die Engel die tags über errichteten Mauern in der Nacht an den Fuße des Berges, so dass man schließlich das Kloster an der von den Engeln gewiesenen Stelle errichtete. 
Hier erklärt die Sage vermutlich die Vorliebe der Zisterzienser, ihre Klöster in Tälern zu errichten im Gegensatz zu den Benediktinern.
Als der Burgstall noch zugewachsen war, fürchteten ihn die Anwohner des Ortes, da sie sagten, es hausen wilde Tiere auf ihm, deren Geheul nachts ihren Schlaf störe. Dennoch heißt es auch, dass man nachts lieblichen Gesang hörte. Engel sollen (an allen Marienfeiertagen) das Salve Regina gesungen haben. Von den 12 Engeln, die die heutige Marienstatue einst umgaben, soll einjeder eine Tafel mit einer Strophe des Liedes gehalten haben. Das Volk taufte daraufhin die Anhöhe Eberhardsberg um in Engelsberg.